# Comuna Malnaș, Covasna
Malnaș (maghiară Málnás, în trad. "Zmeuriș") este o comună în județul Covasna, Transilvania, România, formată din satele Malnaș (reședința), Malnaș-Băi și Valea Zălanului. În 2004 din comună s-au desprins satele Bixad și Micfalău, care au devenit reședințele comunelor nou formate Bixad, respectiv Micfalău.

## Demografie
Componența etnică a comunei Malnaș
     Maghiari (88,28%)
     Români (5,47%)
     Romi (1,17%)
     Alte etnii (0%)
     Necunoscută (5,08%)
Componența confesională a comunei Malnaș
     Reformați (51,56%)
     Romano-catolici (35,74%)
     Ortodocși (4,39%)
     Unitarieni (1,56%)
     Alte religii (1,27%)
     Necunoscută (5,47%)
Conform recensământului efectuat în 2021, populația comunei Malnaș se ridică la 1.024 de locuitori, în scădere față de recensământul anterior din 2011, când fuseseră înregistrați 1.087 de locuitori. Majoritatea locuitorilor sunt maghiari (88,28%), cu minorități de români (5,47%) și romi (1,17%), iar pentru 5,08% nu se cunoaște apartenența etnică. Din punct de vedere confesional, majoritatea locuitorilor sunt reformați (51,56%), cu minorități de romano-catolici (35,74%), ortodocși (4,39%) și unitarieni (1,56%), iar pentru 5,47% nu se cunoaște apartenența confesională.

## Politică și administrație
Comuna Malnaș este administrată de un primar și un consiliu local compus din 9 consilieri. Primarul, Angéla-Gizella Szotyori[*], de la Uniunea Democrată Maghiară din România, este în funcție din 2016. Începând cu alegerile locale din 2024, consiliul local are următoarea componență pe partide politice:
|  | Partid                                 | Consilieri | Componența Consiliului | Componența Consiliului | Componența Consiliului | Componența Consiliului | Componența Consiliului | Componența Consiliului | Componența Consiliului | Componența Consiliului | Componența Consiliului |
|  | -------------------------------------- | ---------- | ---------------------- | ---------------------- | ---------------------- | ---------------------- | ---------------------- | ---------------------- | ---------------------- | ---------------------- | ---------------------- |
|  | Uniunea Democrată Maghiară din România | 9          |                        |                        |                        |                        |                        |                        |                        |                        |                        |